# شهید جاوید
شهید جاوید نام کتابی نوشتۀ نعمت‌الله صالحی نجف‌آبادی است که در زمان انتشارش در ۱۳۴۸ خورشیدی مناقشات و مباحثات بسیاری را در محافل مذهبی برانگیخت. صالحی نجف‌آبادی در این کتاب، نظریهٔ شیخ طوسی و سید مرتضی از علمای شیعه را در مورد قیام حسین بن علی، از روی اجتهاد و تحقیق پذیرفته و فلسفهٔ این قیام را برپایی حکومت اسلامی دانسته و برخی از اظهار نظرها مبنی بر اشتباه حسین بن علی یا این ادعا که امام سوم شیعیان به قصد این که خود را به کشتن دهد، به سوی کربلا حرکت کرد را مردود دانسته است.∗ همچنین برخی از باورهای رایج پیرامون واقعه عاشورا را آمیخته به خرافات، عوامانه و نادرست می‌داند و سعی کرده تا تاریخ عاشورا را به صورت علمی و تحلیلی بازخوانی کند.

## حاشیه‌ها
این کتاب پس از انتشار موجی از مخالفت‌ها را در میان علمای شیعه بر پا کرد که تقریباً حوزه را به دو دسته موافقان و مخالفان شهید جاوید تقسیم کرد. البته برخی موافقت‌ها بیشتر بعد سیاسی جهت تشدید مبارزات را داشت. انتشار این کتاب باعث اعتراض جمعی از روحانیون شد که خطر ظهور اندیشه‌های وهابی‌گری را در اثنای فعالیت‌های انقلابی می‌دیدند و به همین سبب معترض مبارزان شدند که ساواک از آن بهره‌برداری می‌کرد.
روحانیت سنتی و غیرسیاسی همچون سید محمدرضا گلپایگانی و به تبع آن طلاب و وعاظ و مداحان مساجد آن زمان که پیوندی عمیقی با آنها داشتند از منتقدان این کتاب بودند.
در مقابل بیشتر روحانیون انقلابی طرفدار این کتاب بودند. علی مشکینی و حسینعلی منتظری مقدمه‌ای بر کتاب نوشتند که در ابتدای آن چاپ شد هرچند مشکینی بعداً مجبور شد که آن را پس بگیرد. صالحی همیشه می‌گفت افتخار می‌کند که کتابی نوشته‌ام که بیش از چهل ردیه بر آن نگاشته‌اند.
از دیگر حاشیه‌های این کتاب این بود که گروه هدفی‌ها که یک گروه رادیکال انقلابی به رهبری سید مهدی هاشمی در اصفهان، سید ابوالحسن شمس‌آبادی را که به دلیل مخالفت‌های صریح با مبارزات روح‌الله خمینی یک روحانی مرتجع و ساکت می‌خواند به قتل رساند. ساواک از این فرصت بهره جست و با تبلیغات وسیع تلویزیونی و رسانه‌ای قتل شمس‌آبادی را به علت مخالفت وی با شهید جاوید اعلام کرد تا روحانیون سنتی و غیرانقلابی را به خمینی و مبارزات با شاه بدبین و شکاف بین آنها را عمیقتر کند.

### نقد
از زمان انتشار کتاب نقدهای فراوانی به آن وارد شد. افرادی همچون مرتضی مطهری و دیگران نقدهایی بر این کتاب نوشتند. صالحی در کتاب «عصای موسی» و «نگاهی به حماسه حسینی» پاسخ‌هایی به برخی از این نقدها نوشته است.
- صالحی عامل دعوت از جانب مردم کوفه را از عوامل اساسی قیام حسین ابن علی می‌داند. مطهری در مقابل معتقد است «اگر عامل اساسی این می‌بود، آن وقتی که به امام خبر رسید که زمینه کوفه دیگر منتفی شد، امام می‌بایست دست از آن حرفهای دیگرش هم برمی‌داشت». به عقیده او داغترین خطبه‌های حسین ابن علی بعد از شکست کوفه است.[۴]
- بر خلاف نویسنده کتاب شهید جاوید، مطهری مدّعی است عزم حسین در انجام اصلاحات اجتماعی به پیش از دعوت مردم کوفه از وی بر می‌گردد. مطهری به وصیتنامه‌ای استناد می‌کند که حسین ابن علی پیش از آنکه قضیه کوفه مطرح باشد برای محمد حنفیه فرستاده بود:

«مردم دنیا بدانند که من یک آدم جاه‌طلب، مقام‌طلب، اخلالگر، مفسد و ظالم نیستم، من چنین هدفهایی ندارم. قیام من قیام اصلاح طلبی است. قیام و خروج کردم برای اینکه می‌خواهم امت جد خودم را اصلاح کنم. من می‌خواهم امر به معروف و نهی از منکر بکنم.»
- بر خلاف صالحی، مطهری معتقد است حمایت مردم کوفه از حسین قطعی نبود. به گفته او با توجه به اینکه هیچ سیاستمداری حرکت حسین را تصویب نمی‌کرد و غالباً او را منع می‌کردند، نشانه این است که منطق حسین ابن علی در پیش گرفتن راه کوفه، بر خلاف ادعای مؤلّف کتاب شهید جاوید منطق شهدا و فداکاران است.[۶]

صالحی نجف‌آبادی هم در کتابی با نام نگاهی به حماسه حسینی مطهری پاسخ‌های خود را به انتقادات او در کتابش با عنوان حماسه حسینی داده است.
حمید عنایت استاد فلسفه سیاسی در کالج سنت آنتونیِ دانشگاه آکسفورد در کتاب اندیشه سیاسی در اسلام معاصر از صالحی نجف آبادی و اثر مطرحش یعنی شهید جاوید به عنوان نمونه‌ای کم‌نظیر در میان تحقیقات و پژوهشهای اسلامی معاصر یاد می‌کند که برخلاف سایر آثار مشابه که نوعاً به صورت خطابه، غیرعلمی و بدون استنتاجات تحلیلی هستند، اثری نسبتاً محققانه و تحلیلی محسوب می‌شود که توانسته است از شیوه‌ها و روش‌شناسی جدید و علمی بهره ببرد و سبک نوینی را در پژوهشهای اسلامی در حوزه‌های علمیه پایه‌گذاری نماید.

کتاب شهید جاوید در زمان انتشارش در سال ۱۳۴۸ خورشیدی توسط حسینعلی منتظری و علی مشکینی تقریظ و تأیید شد و همین امر در ترویج و نیز مناقشات مربوط به آن همچنین سیاسی شدنش، بسیار مؤثر بود. در جریان دیدار آیت‌الله خادمی و آیت‌الله شمس‌آبادی با آیت‌الله منتظری در قم، حسینعلی منتظری گفته:
«من این تقریظ را بدون خواندن کتاب نوشته‌ام. قبول دارم که این مطالب خلاف شرع و عقاید شیعه است.»
از مرتضی مطهری نقل شده که وی معتقد بود این کتاب اشتباهاتی دارد که باید اصلاح شود. ولی فروش این کتاب را حرام نمی‌دانست.
علی شریعتی نیز در سخنرانی شهادت خود این کتاب را نقد و مدعاهای نویسنده را به چالش کشیده است.
محمد حسین طباطبایی در نقد این کتاب مقاله‌ای با عنوان «علم امام» نوشت.